# Siewiernaja Gora

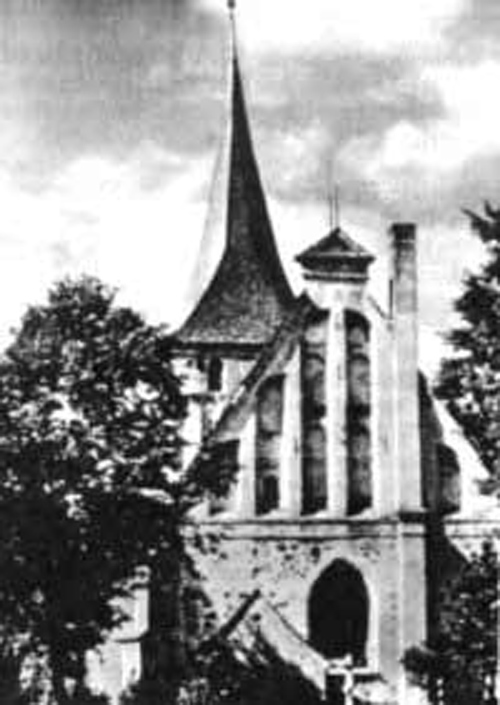
Kościół w Quednau przed 1939 r.

Siewiernaja Gora (ros. Северная Гора; do 1945 nazwa niem. Quednau, 1945–1946 ros. Кведнау – Kwiednau) – dzielnica Królewca, część administracyjnej dzielnicy Leningradskij Rajon.
Dzielnica położona w płn. części miasta, u wylotu ul. Aleksandra Newskiego w stronę Zielenogradska i lotniska. Dawna osada pruska, od XIII w. wieś, około 4 km od Królewca. 1258 nadana jako Quedenmove, (1302 Quedenow) przez Krzyżaków wodzowi Prusów Sclodo w zamian za przyjęcie chrztu i uznanie zwierzchności Zakonu. Od Sclodo wywodzi się szlachecki ród von Perbandt. Jeszcze w XIII w. na kultowej górze (Picolloberge, niem. Apolloberg) obok wsi powstać miał drewniany kościół (proboszcz wzmiankowany 1320). Później miejscowość przeszła w ręce biskupów sambijskich, którzy wznieśli tu dwór obronny. Wieś była niszczona podczas powstania chłopskiego 1525 i przez wojska napoleońskie 1807. W 1939 roku miejscowość została włączona do obszaru Królewca.
Kościół parafialny św. Jakuba, który był miejscem pielgrzymkowym rybaków i żeglarzy, został zbudowany na nowo w latach 1507-1509. Był gotycką kamienną budowlą, otynkowaną, salową, z wysuniętą ceglaną wieżą od zach. Długość wynosiła 23,5 m. szerokość 10,4 m. Wewnątrz znajdowało się sklepienie gwiaździste z drewnianymi zwornikami. Od wschodu wznosił się wysoki trójkątny szczyt ozdobiony blendami. Kościół wzniósł prowincjonalny warsztat, nawiązujący do budownictwa z XIV wieku. Był restaurowany w XIX wieku. Od 1525 był ewangelicki. Główną część ołtarza tworzył późnogotycki tryptyk z figurami świętych i malowanymi skrzydłami ze scenami pasyjnymi i legendą św. Jakuba z około 1510, odnowiony i uzupełniony po 1687 przez Johanna Christopha Doebla. Była też barokowa ambona i liczne epitafia z XVII–XVIII w. W 1945 kościół został nieznacznie uszkodzony i przetrwał do lat 60. ulegając stopniowej dewastacji. Ruiny ostatecznie rozebrano po roku 1970. W pobliżu zachowały się jedynie dwie XV-wieczne granitowe kropielnice. W kościele wystawiono zbroję, która rzekomo należała do rycerza Zakonu Najświętszej Marii Panny Domu Niemieckiego, Henninga Schindekopfa.
Majątek Quednau dłuższy czas znajdował się w posiadaniu rodziny von Olfers, do której należał parterowy klasycystyczny dwór z piętrowym ryzalitem środkowym, zbudowany około 1800.
W latach 70. XIX wieku na górze (Quednauer Berg) koło Quednau – w miejscu, gdzie był położony zamek biskupi – został wzniesiony zewnętrzny Fort III twierdzy królewieckiej (Fort Quednau, później nazwany König Friedrich III). W 1933 powstał tu – jako jeden z pierwszych – hitlerowski obóz koncentracyjny Quednau. Podczas oblężenia miasta w czasie II wojny światowej fort był broniony przez siły niemieckie aż do 7 kwietnia 1945. Jest stosunkowo dobrze zachowany i dostępny dla zwiedzających. W 1999 roku odnaleziono na jego terenie znaczną część zbiorów archeologicznych przedwojennego Prussia-Museum. Okoliczne tereny wykorzystywane są do zawodów motocrossowych.
Tu w 1930 roku urodził się niemiecki fizyk Siegfried Grossmann.